# Falcimala atrata
Falcimala atrata är en fjärilsart som beskrevs av Butler 1889. Falcimala atrata ingår i släktet Falcimala och familjen nattflyn. Inga underarter finns listade i Catalogue of Life.